# بابلو دوايقو
بابلو دوايقو (8 مارس 1994 بريو دي جانيرو في البرازيل - ) هو لاعب كرة قدم برازيلي في مركز الوسط. لعب مع ليغيا وارسو ونادي فلومينينسي ونادي يورغوردينس وأوتاوا فيوري.

## روابط خارجية
- بابلو دوايقو على موقع قاعدة بيانات كرة القدم.إي يو (الإنجليزية)
- بابلو دوايقو على موقع Soccerway.com (الإنجليزية)
- بابلو دوايقو على موقع AS.com (الإسبانية)